# Parapocryptes rictuosus
A Parapocryptes rictuosus a csontos halak (Osteichthyes) főosztályának a sugarasúszójú halak (Actinopterygii) osztályába, ezen belül a sügéralakúak (Perciformes) rendjébe, a gébfélék (Gobiidae) családjába és az iszapugró gébek (Oxudercinae) alcsaládjába tartozó faj.

## Előfordulása
A Parapocryptes rictuosus India egyik endemikus hala. Elterjedése az Indiai-óceán indiai partjaira korlátozódik.

## Megjelenése
Ez a halfaj legfeljebb 15 centiméter hosszú. A szájpadlásán és a nyelvén kis, fekete pontozások vannak. A tarkója elülső részén két kis pórus látható. A farokúszója nagyon hosszú. Egy hosszanti sorban 81-94 pikkely van. A tarkója tájékán 32-40 pikkely ül.

## Életmódja
Trópusi halfaj, amely egyaránt megtalálható a sós- és brakkvízben is; a víz alá is lemerül. A levegőből veszi ki az oxigént. Az iszapos területeken érzi jól magát, ahol veszély esetén az üregébe húzódik vissza.

## Felhasználása
A Parapocryptes rictuosusnak nincs halászati értéke.